# Ponova louka
Ponova louka byla přírodní rezervace ev. č. 596 na katastrálním území Mezná u Hřenska poblíž obce Hřensko v okrese Děčín. Oblast spravovala Správa NP České Švýcarsko. Rezervace zanikla začleněním uvedeného území do první zóny NP České Švýcarsko dne 1. května 2007. Důvodem ochrany je zbytek autochtonního bukového porostu.